# Kartell der stammbuchführenden Spezialklubs für Jagd- und Nutzhunde
Das Kartell der stammbuchführenden Spezialklubs für Jagd- und Nutzhunde (kurz: Das Kartell) war ein Dachverband von Spezialklubs für Jagd- und Nutzhunde. Es wurde am 16. Juli 1906 in Frankfurt am Main gegründet. Die Initiative dazu hatten Ernst von Otto und Albert de Gingins ergriffen. An der Gründung nahmen teil: der 1893 gegründete Griffon-Klub (Club von Albert de Gingins), der 1892 gegründete Barsoi-Klub (Club von Ernst von Otto), der Teckelklub (1888 gegründet), der 1902 gegründete Setter-Klub, der 1889 gegründete Foxterrier-Klub, der 1890 gegründete Kurzhaar-Klub, der Verein für Deutsche Schäferhunde (gegründet 1899) und der 1894 gegründete Drahthaar-Terrier-Klub.
Im Jahr 1908 ändert das Kartell seinen Namen in Kartell der stammbuchführenden Spezialklubs. 1911 wird ein Vertreter des Kartells in die Gründungsversammlung der FCI entsandt. 1914 wird eine erneute Namensänderung beschlossen. Das Kartell heißt dann Kartell der Rassezuchtvereine und allgemeinen Verbände, ab 1925 Deutsches Kartell für Hundewesen
(DKH). Da gehören dem Kartell 25 Rassezuchtvereine und 8 Landesverbände an, die zusammen 87049 Mitglieder haben.
Das Kartell ist eine der Vorgängerorganisationen des Verbands für das Deutsche Hundewesen.